# Volksabstimmungen in der Schweiz 1950
Dieser Artikel bietet eine Übersicht der Volksabstimmungen in der Schweiz im Jahr 1950.
In der Schweiz fanden 1950 auf Bundesebene fünf Volksabstimmungen statt, im Rahmen von vier Urnengängen am 29. Januar, 4. Juni, 1. Oktober und 3. Dezember. Dabei handelte es sich um drei obligatorische Referenden, eine Volksinitiative und ein fakultatives Referendum.

## Abstimmung am 29. Januar 1950

### Ergebnis
| Nr. | Vorlage | Art | Stimm- berechtigte | Abgegebene Stimmen | Beteiligung | Gültige Stimmen | Ja      | Nein    | Ja-Anteil | Nein-Anteil | Stände | Ergebnis |
| --- | --- | --- | ------------------ | ------------------ | ----------- | --------------- | ------- | ------- | --------- | ----------- | ------ | -------- |
| 150 | Bundesbeschluss betreffend die Verlängerung der Geltungsdauer und die Abänderung des Bundesbeschlusses über Massnahmen zur Förderung der Wohnbautätigkeit | FR  | 1'394'970          | 736'767            | 52,81 %     | 721'334         | 333'878 | 387'456 | 46,29 %   | 53,71 %     | –      | nein     |

### Förderung der Wohnbautätigkeit
Zur Bekämpfung des Wohnraummangels subventionierte der Bund seit 1942 zusammen mit den Kantonen den Bau und Umbau von Ein- und Mehrfamilienhäusern. Diese Unterstützungsmassnahme war bis Ende 1949 befristet, doch der Bundesrat wollte sie trotz der angespannten Finanzlage um ein Jahr verlängern, denn in den grossen industriellen Zentren war der Leerwohnungsanteil weiterhin sehr tief. Obwohl beide Kammern des Parlaments das Vorhaben mit grosser Mehrheit unterstützten, ergriff der Zentralverband der schweizerischen Hauseigentümer- und Grundeigentümervereine das Referendum. Unterstützung erhielt er vom Schweizerischen Handels- und Industrieverein und von der FDP. Die Gegner hielten eine weitere Unterstützung nicht für notwendig, da der Mangel an erschwinglichen Wohnungen weitgehend behoben sei. Angesichts der sinkenden Baukosten könnten Kantone und Gemeinden ihrer Pflicht nun alleine nachkommen. Die Befürworter – allen voran die SP, der Schweizerische Gewerkschaftsbund und der Mieterverband – argumentierten, dass mit der Verlängerung keine Daueraufgabe abgesegnet, sondern lediglich ein sanfter Übergang zum vollständigen Subventionsverzicht gewährleistet werde. Die Verlage scheiterte relativ knapp, wobei sich ein starker Kontrast zwischen städtischen und ländlichen Kantonen zeigte.

## Abstimmung am 4. Juni 1950

### Ergebnis
| Nr. | Vorlage                                                                                | Art | Stimm- berechtigte | Abgegebene Stimmen | Beteiligung | Gültige Stimmen | Ja      | Nein    | Ja-Anteil | Nein-Anteil | Stände | Ergebnis |
| --- | -------------------------------------------------------------------------------------- | --- | ------------------ | ------------------ | ----------- | --------------- | ------- | ------- | --------- | ----------- | ------ | -------- |
| 151 | Bundesbeschluss über die verfassungsmässige Neuordnung des Finanzhaushaltes des Bundes | OR  | 1'393'317          | 771'122            | 55,34 %     | 754'151         | 267'770 | 486'381 | 35,51 %   | 64,49 %     | 6:16   | nein     |

### Neuordnung des Finanzhaushalts
Seit Ende der 1930er Jahre waren die Ausgaben des Bundes stark angewachsen, wobei der Mehraufwand durch neue Steuern einigermassen gedeckt werden konnte. Diese zusätzlichen Einnahmen stützten sich jedoch nicht auf die Bundesverfassung, sondern waren per Vollmachtenbeschlüsse des Bundesrates eingeführt worden. Für die Zeit ab 1950 strebte der Bundesrat deshalb eine definitive, in der Verfassung zu verankernde Finanzordnung an. Eine Expertenkommission präsentierte 1947 mehrere Vorschläge. In der Vernehmlassung trat die Linke für progressive Steuern auf Einkommen und Vermögen ein, während die Rechte den Bund vor allem über die Warenumsatzsteuer und Zölle finanzieren wollte. Im Parlament war insbesondere die Weiterführung der Wehrsteuer umstritten (heutige direkte Bundessteuer). Erst in der Einigungskonferenz der beiden Räte fand die Finanzordnung ihre definitive Form. Zu den Befürwortern gehörten die bürgerlichen Parteien und die Wirtschaftsverbände. Sie betonten die Notwendigkeit, das seit Jahrzehnten praktizierte Finanznotrecht durch eine verfassungsmässige Grundlage zu ersetzen. Die neue Finanzordnung basiere auf der Verständigung zwischen unterschiedlichen Interessen. Die links stehenden Gegner argumentierten, die Vorlage begünstige die Reichen gegenüber den Kleinverdienern und senke die Kaufkraft, was letztlich der gesamten Wirtschaft schade. Die Einnahmen würden derart stark gedrosselt, dass weder der vorgesehene Schuldenabbau noch ein ausgeglichener Haushalt realistisch seien. Deutlich verfehlte die Vorlage sowohl das Volks- als auch das Ständemehr.

## Abstimmung am 1. Oktober 1950

### Ergebnis
| Nr. | Vorlage                                                                                                  | Art | Stimm- berechtigte | Abgegebene Stimmen | Beteiligung | Gültige Stimmen | Ja      | Nein    | Ja-Anteil | Nein-Anteil | Stände | Ergebnis |
| --- | --- | --- | ------------------ | ------------------ | ----------- | --------------- | ------- | ------- | --------- | ----------- | ------ | -------- |
| 152 | Eidgenössische Volksinitiative «zum Schutz des Bodens und der Arbeit durch Verhinderung der Spekulation» | VI  | 1'400'891          | 611'803            | 43,66 %     | 587'885         | 158'794 | 429'091 | 27,01 %   | 72,99 %     | 0:22   | nein     |

### Verhinderung der Spekulation
Die antikapitalistische rechte Jungbauernbewegung reichte 1943 eine Volksinitiative ein, deren Ziel der Schutz des Bodens und der Arbeit durch die Verhinderung von Spekulation war. Erst sieben Jahre später wurde sie vom Bundesrat behandelt, doch die dafür verantwortliche Organisation existierte zu diesem Zeitpunkt gar nicht mehr, weshalb linke Parteien und die Gewerkschaften das Begehren «adoptierten». Der Bundesrat hielt die Initiative sowohl sachlich als auch rechtlich für unnötig, denn in der Zwischenzeit seien insbesondere bei landwirtschaftlichen Grundstücken verschiedene Massnahmen zur Eindämmung des Problems getroffen worden. Auch das Parlament empfahl die Ablehnung. Die wirtschaftsnahen und bürgerlichen Gegner, einschliesslich des Bauernverbandes, sahen in der Initiative nicht ein Instrument gegen Bodenspekulation, sondern einen Versuch der Verstaatlichung von Grund und Boden. Die linken Befürworter wiesen auf die negativen Folgen der Spekulation für die Mehrheit der Bevölkerung hin, denn sie erhöhe die Zinslast der Bauern und mittelbar auch die Konsumentenpreise. Fast drei Viertel der Abstimmenden und sämtliche Kantone lehnten die Vorlage ab.

## Abstimmungen am 3. Dezember 1950

### Ergebnisse
| Nr. | Vorlage                                                                                             | Art | Stimm- berechtigte | Abgegebene Stimmen | Beteiligung | Gültige Stimmen | Ja      | Nein    | Ja-Anteil | Nein-Anteil | Stände | Ergebnis |
| --- | --------------------------------------------------------------------------------------------------- | --- | ------------------ | ------------------ | ----------- | --------------- | ------- | ------- | --------- | ----------- | ------ | -------- |
| 153 | Bundesbeschluss betreffend Abänderung des Artikels 72 der Bundesverfassung (Wahl des Nationalrates) | OR  | 1'403'731          | 781'691            | 55,68 %     | 668'936         | 450'395 | 218'541 | 67,33 %   | 32,67 %     | 20:2   | ja       |
| 154 | Bundesbeschluss über die Finanzordnung 1951 bis 1954                                                | OR  | 1'403'731          | 781'691            | 55,68 %     | 743'835         | 516'704 | 227'131 | 69,46 %   | 30,54 %     | 20:2   | ja       |

### Wahl des Nationalrates
Die Anzahl der Sitze des Nationalrates war letztmals 1931 angepasst worden, seither entfiel auf je 22'000 Einwohner ein Sitz. Angesichts des anhaltend starken Bevölkerungswachstums würde die Sitzzahl bei den nächsten Wahlen – basierend auf den Ergebnissen der Volkszählung des Jahres 1950 – voraussichtlich 212 betragen. Ein im Dezember 1949 überwiesenes Postulat von FDP-Nationalrat Hermann Häberlin lud den Bundesrat dazu ein, eine Überprüfung der Wahlmodalitäten vorzunehmen. Der im April 1950 präsentierte bundesrätliche Entwurf beschränkte sich darauf, die so genannte Vertretungsziffer auf 24'000 zu erhöhen, was eine Sitzzahl von ungefähr 195 ergeben würde. Im Parlament war dieser Vorschlag fast unbestritten, sodass die Abstimmung völlig im Schatten der heftigen Auseinandersetzungen um die neue Finanzordnung stand und keine grossen Wellen warf. Aktiven Widerstand seitens der Parteien gab es nur im Kanton Glarus, wo man im Falle der Erhöhung des Quorums den Verlust des zweiten Sitzes befürchtete. Mehr als zwei Drittel der Abstimmenden nahmen die Vorlage an. Eine knappe Nein-Mehrheit gab es im Kanton Schwyz, während der Kanton Glarus mit über 84 Prozent Nein-Stimmen ablehnte.

### Finanzordnung 1951 bis 1954
Nach dem deutlichen Nein von Volk und Ständen zur verfassungsmässigen Neuordnung des Bundesfinanzhaushalts am 4. Juni 1950 musste für die nächsten Jahre sehr rasch eine Übergangslösung gefunden werden, da ansonsten ab 1951 etwa die Hälfte der Einnahmen wegfallen würde. Nur wenige Wochen später leitete der Bundesrat seine Vorschläge ans Parlament weiter, die dann im September mit nur vereinzelten Gegenstimmen genehmigt wurden. Die bis 1954 befristete Finanzordnung verankerte die wichtigsten Steuerquellen in der Verfassung, insbesondere die Warenumsatzsteuer (WUSt), die Luxussteuer, die Wehrsteuer, die Verrechnungssteuer und eine Steuer auf Leistungen aus Lebensversicherungen. Ausserdem kam das Parlament den Forderungen der politischen Linken entgegen und entlastete die weniger wohlhabenden Bevölkerungsschichten bei der WUSt und der Wehrsteuer. Zu den Gegnern der Übergangsordnung gehörten der LdU, die LPS, die Liberalsozialisten und die PdA, die den Hinweis auf den drohenden Einnahmenausfall als Erpressungsversuch bezeichneten. Die bürgerlichen Gegner lehnten direkte Steuern grundsätzlich ab, während der LdU und die PdA sie als konsumentenfeindlich betrachteten. Zu den Befürwortern gehörten alle grossen Parteien und die Wirtschaftsverbände. Sie bestritten gewisse Mängel zwar nicht, warnten aber vor einer Ablehnung, da die massiven Einnahmenausfälle sozial- und wirtschaftspolitische Aufgaben infrage stellen würden. Mehr als zwei Drittel der Abstimmenden nahmen die Vorlage an, Nein-Mehrheiten resultierten nur in den Kantonen Genf und Waadt.